# Stanisław Moniuszko (harcmistrz)
Stanisław Moniuszko (ur. 25 stycznia 1905 w Białymstoku, zm. 4 czerwca 1993) – harcmistrz, współtwórca powojennego harcerstwa w Białymstoku.
W 1926 wstąpił do harcerstwa (3. Białostocka Drużyna Harcerzy im. Stefana Czarnieckiego przy szkole rzemieślniczej), był m.in. drużynowym. Z powodu słabego wzroku nie podjął studiów, był również zwolniony ze służby wojskowej; pracował jako urzędnik. W czerwcu 1935 został podharcmistrzem, 5 września 1939 otrzymał stopień harcmistrza.  
Po wyzwoleniu spod okupacji niemieckiej był jednym z najaktywniejszych działaczy na rzecz odrodzenia ZHP na Białostocczyźnie, od stycznia 1945 do września 1948 pełnił funkcję komendanta Białostockiej Chorągwi ZHP. W 1950 odszedł z harcerstwa po podporządkowaniu ZHP Związkowi Młodzieży Polskiej, ale powrócił po październiku 1956. Był m.in. przewodniczącym Komisji Rewizyjnej Chorągwi Białostockiej i brał udział w pracach komisji historycznej.
Był odznaczony m.in. Krzyżem Kawalerskim Orderu Odrodzenia Polski, Medalem Komisji Edukacji Narodowej oraz Srebrnym Krzyżem „Za Zasługi dla ZHP”. W maju 1998 imię Stanisława Moniuszki nadano Hufcowi ZHP w Białymstoku.